# Orcera
Orcera is een gemeente in de Spaanse provincie Jaén in de regio Andalusië met een oppervlakte van 126 km². Orcera telt 1.894 inwoners (1 januari 2016).